# Glucosamin
Glucosamin (kurz: GlcN) ist ein natürlich vorkommender Aminozucker. Im menschlichen Körper ist er Bestandteil des Bindegewebes, des Knorpels und der Gelenkflüssigkeit.

## Biologische Bedeutung
Glucosamin kommt im menschlichen Körper natürlich vor. Als ein Derivat des Traubenzuckers (D-Glucose) unterscheidet es sich von diesem nur durch die Substitution der Hydroxygruppe am zweiten Kohlenstoff durch eine Aminogruppe. Glucosamin ist Bestandteil des Bindegewebes, des Knorpels und der Gelenkflüssigkeit.
Das am Stickstoff acetylierte D-Glucosamin, N-Acetylglucosamin, spielt in Bakterien, Archaeen und Eukaryoten, auch dem Menschen, eine besondere Rolle.

## Verwendung

### „Knorpelschutz“
Es werden auf dem Markt diverse Nahrungsergänzungsmittel angeboten, die Glucosamin enthalten. Ihrer Verabreichung liegt die Vorstellung zugrunde, dass das zugeführte Glucosamin in den Knorpel „eingebaut“ wird. Oral wird Glucosamin üblicherweise in Dosierungen von 700 bis 1250 mg pro Tag eingesetzt. Häufig wird Glucosamin kombiniert mit Chondroitin. Chondroitin wird im Verdauungsprozess größtenteils in Glucosamin und Glucuronsäure umgewandelt.
In den bisher veröffentlichten Gutachten zu mehreren bei der europäischen Behörde für Lebensmittelsicherheit (EFSA) eingereichten gesundheitsbezogenen Angaben für Glucosamin als Lebensmittelinhaltsstoff stellte die Behörde fest, dass keine ausreichenden wissenschaftlichen Belege über eine Wirksamkeit bei der gesunden Allgemeinbevölkerung vorgelegt wurden. Mit irreführenden Angaben dürfen Lebensmittel (Nahrungsergänzungsmittel zählen zu den Lebensmitteln) nach europäischen Rechtsvorschriften (Health-Claims-Verordnung) nicht vermarktet werden.

### Arthrose
Arzneilich wird Glucosamin peroral zur Linderung der Beschwerden bei leichter bis mittelschwerer Arthrose („Gelenksabnutzung“) des Kniegelenks angewendet, wie etwa Gelenkschwellung, Gelenksteifigkeit nach Ruhe sowie Schmerzen.
Diverse Studien stellten einen knorpelschützenden Effekt fest, eine schmerzlindernde Wirkung konnte nicht bewiesen werden:
- 2006 wurde von den National Institutes of Health (NIH) der USA eine multizentrische, placebokontrollierte, sechs Monate dauernde Blindstudie zur Wirksamkeit von Chondroitin und Glucosamin bei Arthrose des Knies initiiert. Sie stellte keinen statistisch signifikanten Effekt auf die Symptome der Arthrose bei Patienten mit leichteren Schmerzen fest. Gelenkschwellungen wurden gemindert. Behandlungseffekte wurden in einer Untergruppe der Patienten mit mittelschweren bis schweren Schmerzen festgestellt, jedoch war die Aussagekraft aufgrund der kleinen Patientenzahl in dieser Untergruppe nicht stichhaltig.[4]
- Eine doppelblinde, randomisierte, placebokontrollierte Studie von 2006 an 1.585 Patienten legt in Kombination mit Chondroitinsulfat eine mögliche Wirksamkeit bei mittleren und schweren Knieschmerzen nahe.[4]
- Das Ergebnis von Metastudien (2007 und 2010) war, dass Chondroitin, Glucosamin, und deren Kombination keine klinisch relevanten Effekte auf wahrgenommene Gelenkschmerzen oder auf den Gelenkverschleiß haben.[5][6]
- Eine doppelblinde, randomisierte, placebokontrollierte Studie von 2013, durchgeführt von der Universität Sydney mit 605 Probanden (Alter 45–75 Jahre, Kniegelenksarthrose) konnte eine statistisch signifikante Abschwächung des Gelenkspaltrückgangs beobachten. Es wurde dabei über 2 Jahre täglich 2 × 750 mg Glucosaminsulfat und 2 × 400 mg Chondroitinsulfat eingenommen. Ein Rückgang der Gelenkschmerzen konnte bei allen Gruppen [1) Glucosaminsulfat 2 × 750 mg, 2) Chondroitinsulfat 2 × 400 mg, 3) Glucosaminsulfat 2 × 750 mg + Chondroitinsulfat 2 × 400 mg, 4) Placebo] – ohne signifikante Unterschiede zwischen den Gruppen außer der Placebogruppe – beobachtet werden.[7]

In vitro (d. h. außerhalb eines lebenden Organismus) weist Glucosamin eine antiinflammatorische Wirkung auf.

### Lebensverlängerung
Der Arzt und Wissenschaftler Michael Ristow hat zeigen können, dass Glucosamin-Gabe die Lebenserwartung des Modellorganismus Caenorhabditis elegans, aber auch von bereits vorgealterten Mäusen zu verlängern vermag. Parallel bzw. nachfolgend konnte im Menschen gezeigt werden, dass Glucosamin-Einnahme mit einer höheren Lebenserwartung assoziiert ist und dass dieses Supplement Entzündungsparameter im Blut verbessert.

### Unerwünschte Wirkungen
In den üblichen oralen Dosierungen bis 1250 mg pro Tag ist Glucosamin gut verträglich. In klinischen Studien wurden in diesem Dosisbereich keine schwerwiegenden Nebenwirkungen festgestellt. Wegen fehlender Daten ist die gesundheitliche Bewertung der Zufuhr von Glucosamin bei schwangeren oder stillenden Frauen und bei Kindern oder Jugendlichen nicht möglich. Bei diesen Personengruppen besteht daher Anlass zur Vorsicht (BfR, 2007).
Bei Personen, die Cumarin-Antikoagulantien als Blutgerinnungshemmer einnehmen, besteht durch die verstärkende Wirkung von Glucosamin auf das Medikament die Möglichkeit von auftretenden Blutungen (BfR, 2010). Die Europäische Behörde für Lebensmittelsicherheit (EFSA) hat sich mit dem Risiko von Glucosamin als Lebensmittelinhaltsstoff im Zusammenhang mit der Verwendung von Cumarin erneut beschäftigt und 2012 die Einschätzung des BfR bestätigt.
Glucosamin, das aus Krebs- und Schalentieren hergestellt wurde, kann allergische oder andere Unverträglichkeitsreaktionen auslösen.

## Herstellung, Biosynthese
Biologisch entsteht Glucosamin aus Fructose-6-phosphat und Glutamin.
Industriell wird Glucosamin aus Chitin hergestellt. Dazu ist eine Deacetylierung erforderlich sowie eine hydrolytische Spaltung des Polymers in die Monomere. Beide Schritte verlaufen gleichzeitig in heißer Salzsäure. Würde nur die Deacetylierung erfolgen, resultierte Chitosan, würde nur die Hydrolyse erfolgen, resultierte N-Acetylglucosamin.
Der Ausgangsstoff Chitin wird überwiegend als Sekundärrohstoff aus den Abfällen der Fischerei von Krustentieren (Krabben, Garnelen) gewonnen. Prinzipiell kann das Glucosamin auch aus dem Chitin von Insekten (z. B. Seidenspinnerraupen oder Bienen) oder aus Pilzen (z. B. Aspergillus niger) gewonnen werden.
Glucosamin liegt meist als Salz (Hydrochlorid oder als Sulfat) vor. Glucosamin ist der internationale Freiname für 2-Amino-2-desoxy-α/β-D-glucopyranose.

## Handelsnamen
Arthro Genial (D, A, CH), Dona (D), Flexove (A), Glucosana (D), Leka (D), Progona (D, A), Voltaflex (A), A.Vogel Glucosamin Plus (CH), pro sana Glucosamin plus (CH),
Dolex (D)